# Bukovel
Bukovel (ukránul: Буковель) síközpontközpont Ukrajna nyugati részén, az Ivano-frankivszki területen. Az Északkeleti-Kárpátokhoz tartozó Gorgánokban, a történelmi határ közelében, Poljanicja település mellett fekszik 900 méterrel a tengerszint fölött; közigazgatásilag Jaremcséhez tartozik.
65 km-es pályarendszerével Kelet-Európa legnagyobb síterepe. A magyar síelők körében a legnépszerűbb ukrajnai síközpont; Budapesttől 530 km-re, bő 7 órányi útra, a magyar határtól pedig 230 km-re fekszik, a Tatár-hágón át vezető H09-es főút felől jó minőségű bekötőúton közelíthető meg.

## Földrajz
A területen öt különálló hegy található: a Bukovel (1127 m), a Csorna Kleva (1246 m), a Babin Pohar (1180 m), a Hússzú-bérc (Dovha, 1372 m) és a Bulcsinoka (1150 m). A Babin Pohar túloldalán található a Gorgánok rezervátum nevű védett természeti terület. 
A síszezon az időjárástól függően jellemzően december elejétől április közepéig tart.

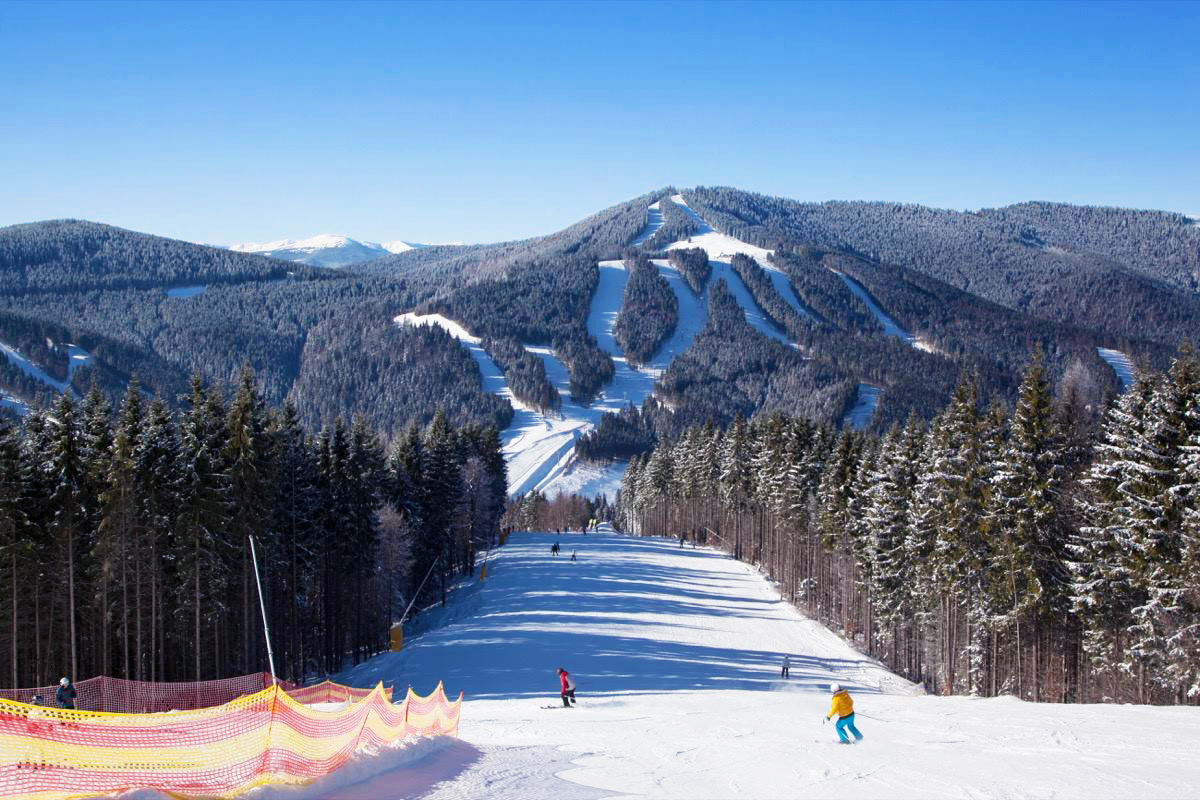
Sípályák Bukovelben

## Történelem
Bukovel korábban egy apró síterep volt néhány pályával és elöregedett felvonóval. A modern síterep kiépítése 2000-ben kezdődött az első új sípályák és -felvonók helyének kiválasztásával és a síközpont mestertervének elkészítésével az osztrák Plan-Alp és a kanadai Ecosign részvételével. 2001 végén készült el az első, 691 méter hosszú sílift a Bukovel-hegy északi lejtőjén, mellyel párhuzamosan épült ki az első, 2002 októberében elkészült 1000 méteres ülőszékes felvonó a hegy északnyugati oldalán. 2003-ban nyílt meg a második (a 2A jelű) pálya egy ülőszékes felvonóval, majd 2004-ben a 7A pálya egy húzólifttel. 
A síközpont 2004-ben még mindössze 50 000 vendéget fogadott; ez a 2005–2006-os szezonra 206 000-re, 2006–2007-re 850 000-re, 2010–2011-re pedig 1 200 000 napi látogatásra emelkedett, amiből 10–11%-ot tett ki a külföldi látogatók aránya. 2012-ben a világ leggyorsabban növekvő síterepének számított. 
2008-ban felmerült a 2018. évi téli olimpiai játékok megpályázása is, ezt azonban az infrastruktúra fejletlensége miatt ejtette az Ukrán Nemzeti Olimpiai Bizottság. 2010-ben botrányt okozott, hogy felmentették a Gorgánok természetvédelmi terület tíz éve hivatalában lévő igazgatóját, mert nem járult hozzá a Bukovelbe vezető új út megépítéséhez, ami a természetvédelmi területen a törvény alapján tilos volt.

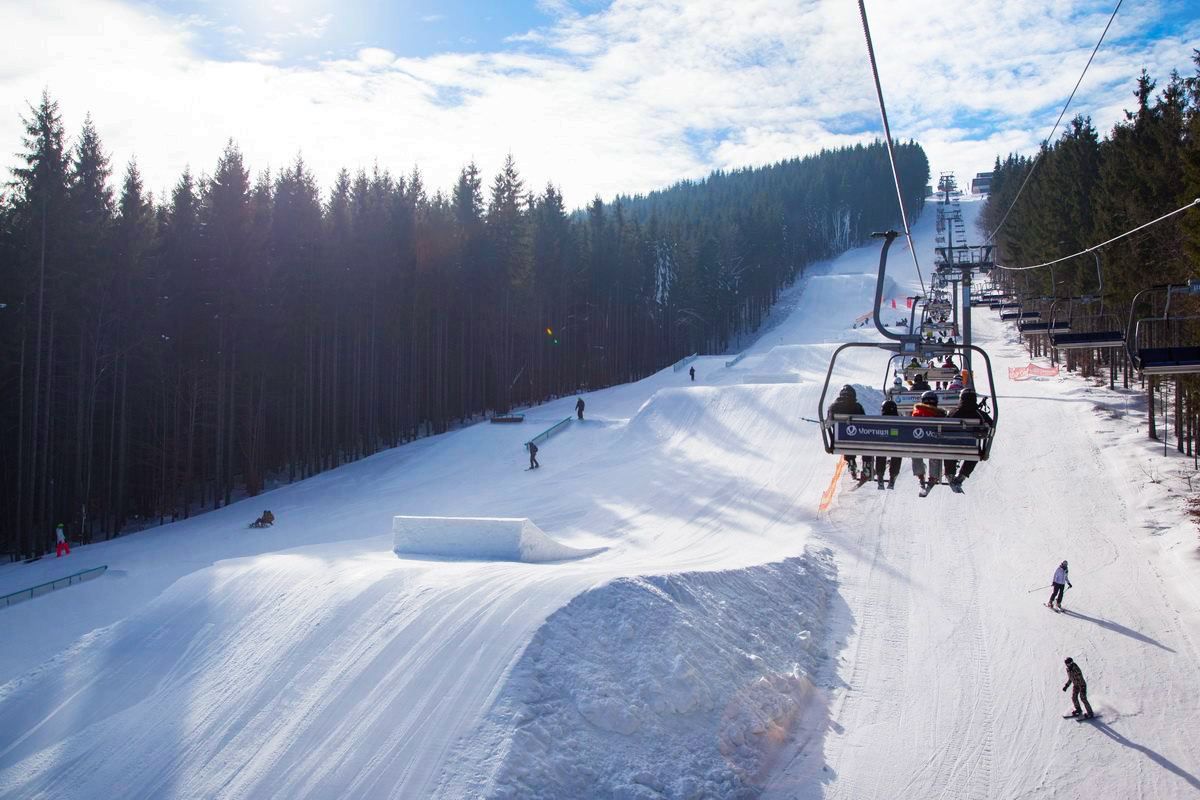
Az egyik felvonó és a Snow Park

## Sport

### Síterep
Bukovelben jelenleg 16 sílift üzemel egy nagyjából 65 km összhosszúságú pályarendszeren. A 61 pályaszakaszból 12 kék (kezdő) jelölésű, 41 piros (középhaladó) és 8 fekete (haladó); ez összesen 26 km-nyi kék, 28 km-nyi piros és 11 km-nyi fekete pályát jelent. A leghosszabb az 5G jelű, 2106 méteres pálya. A felvonók közül 11 négyszemélyes ülőlift, egy három- és egy kétszemélyes ülőlift, valamint egy húzólift. A pályarendszer legmagasabb pontja az 1372 méter magas Dovha hegy, míg legmélyebb pontja 890 méteren fekszik, így függőleges kiterjedése 482 méter.
A síelőket három síiskola és öt síkölcsönző szolgálja. 16:30 és 19:30 között esti sízésre is lehetőség van.
Síelésen kívül más téli sportok is űzhetők: korcsolyapálya is található a területen, valamint kutyaszánozásra is lehetőség van.

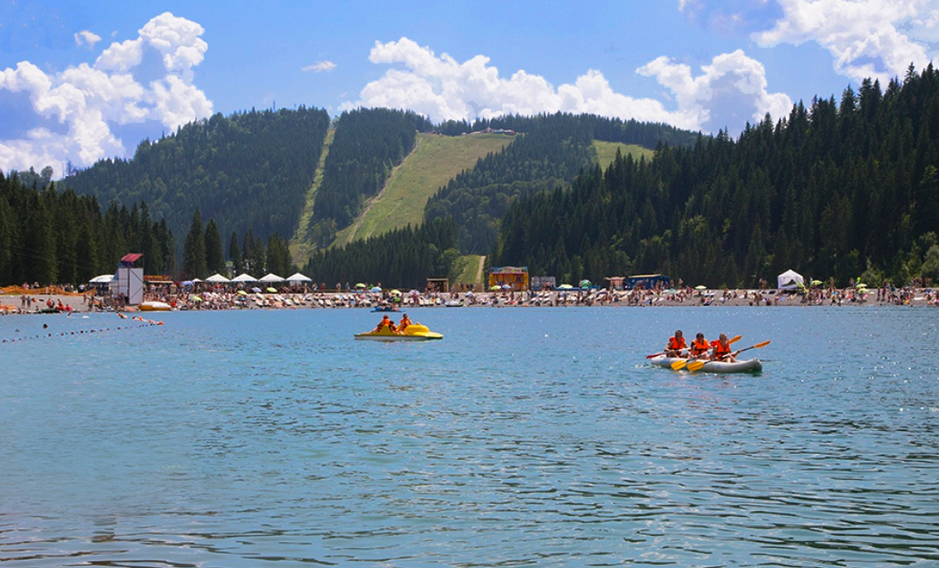
A mesterséges tó

### Nyári sportok
Az üdülőhelyet eleve négy évszakos célpontnak tervezték. Ennek megfelelően a sípályákon kívül többek között bringapark (46,7 km-nyi downhill és cross country pályával), kis fűtött tó stranddal, paintball és airsoft pálya, kötélpályák, lovaglás és rafting áll a vendégek rendelkezésére. A környéken gyalogtúra-útvonalak is vannak.
Bukovelben található Ukrajna legnagyobb, 6,8 hektáros mesterséges tava, ahol egy 2 km hosszú strandon kívül vízisí, wakeboard, kajakozás, jetski és búvárkodás is űzhető.

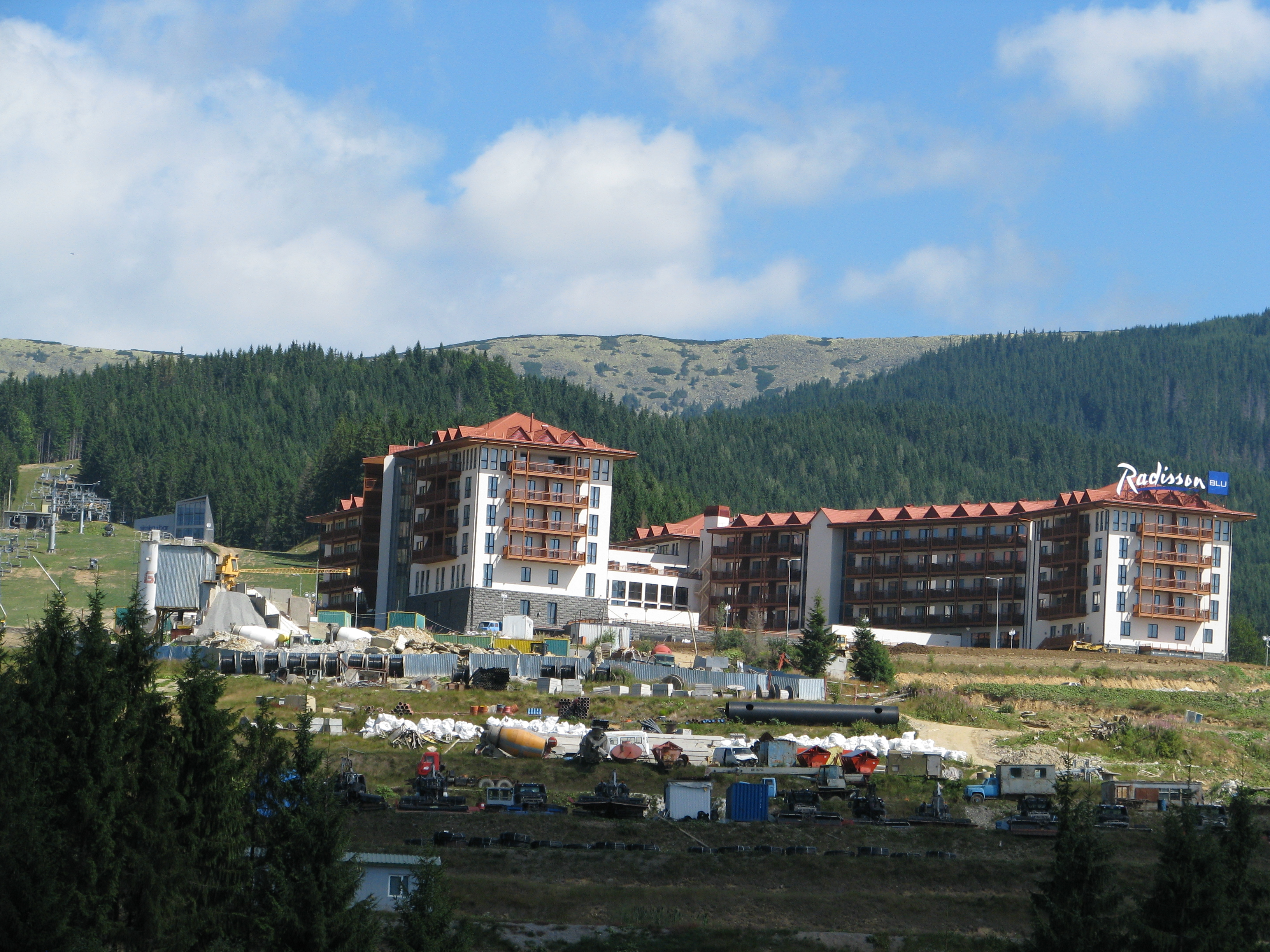
Szállodák és építkezés Bukovelben

## Turizmus
Maga az üdülőhely 1500 vendéget tud elszállásolni, többek között hét szállodában. A tágabb környéken további 12 000 ember szállhat meg.

## Fordítás
- Ez a szócikk részben vagy egészben a Bukovel című angol Wikipédia-szócikk ezen változatának fordításán alapul.  Az eredeti cikk szerkesztőit annak laptörténete sorolja fel. Ez a jelzés csupán a megfogalmazás eredetét és a szerzői jogokat jelzi, nem szolgál a cikkben szereplő információk forrásmegjelöléseként.